# Fédération sportive des ASPTT
L'ASPTT Fédération Omnisports est une fédération sportive anciennement liée aux postes, télégraphes et téléphones françaises.

## Histoire
Le 20 octobre 1897, à Bordeaux, des postiers décident de se regrouper en association sportive pour pratiquer le cyclisme. Ils créent en 1898 l'Union Cycliste des Postes et Télégraphes de la Gironde. 
En 1906, le nom de ASPTT apparaît, avec la fondation de la première Association Sportive des Postes, Télégraphes et Téléphones, association d'athlétisme bordelaise.
En 1945 est créé l'union des ASPTT, qui regroupe les différentes ASPTT. Soutenues à partir de 1965 par une Charte du Sport, les ASPTT s'affirment comme une grande famille sportive, fer de lance du sport français. Elles sont aujourd'hui ouvertes à tous et, pour leurs champions comme pour leurs adhérents les plus novices, elles favorisent les pratiques sportives dans un esprit solidaire et fraternel.
La fédération sportive des ASPTT est reconnue par le Ministère de la Jeunesse, des Sports et de la Vie associative, et le Comité national olympique et sportif français en 2005  comme une Fédération sportive à part entière. Elle regroupe 36 000 dirigeants et bénévoles à sa création œuvrant au sein des écoles de sport, et autour de 200 000 adhérents.
Depuis 2019, la Fédération sportive des ASPTT détient l'exclusivité de la pratique en clubs fédérés de touchtennis. En 2020, l'ASPTT Rouen teste pour la première fois dans l'histoire de la fédération une activité esport.